# Удже, Максимилиано
Максимилиано Акилле Удже (итал. Maximiliano Achille Uggè; 24 сентября 1991, Тревильо, Италия) — итальянский футболист, защитник.

## Биография
Родился 24 сентября 1991 года в городе Тревильо, Италия. Его отец был итальянцем, а мать, по разным данным, из России или Украины.

### Клубная карьера
Воспитанник «Интернационале», в системе которого находился с 1998 года. В 2010 году подписал контракт с клубом Серии С «Монца» на условиях совместного владения (в сезоне 2008/09 он уже играл в клубе вместе с группой молодых игроков «Интера»). В 2012 году перешёл в другой клуб лиги «Павия», однако не сыграл за команду ни одного матча и вскоре был отдан в аренду в клуб Серии D «Лекко». По окончании сезона покинул «Павию».
В начале 2013 года подписал контракт с литовским клубом «Судува» и провёл в нём три сезона. Дебют игрока в чемпионате Литвы состоялся 9 марта 2013 года в матче против «Атлантаса». 17 февраля 2016 года перешёл в эстонский «Нымме Калью». За три с половиной сезона сыграл более 100 матчей в чемпионате Эстонии, становился чемпионом и обладателем Суперкубка страны.
В августе 2019 года вернулся в Италию и провёл сезон в Серии C, играл за «Годзано», занявший последнее 20-е место и вылетевший по итогам усечённого турнира. Следующий сезон провёл в Серии С в составе «Губбио».
Летом 2021 года вернулся в Эстонию, подписав контракт с «Левадией». В том же сезоне завоевал чемпионский титул, а в начале следующего стал обладателем Суперкубка Эстонии.

### Карьера в сборной
В 2011 году принял участие в трёх товарищеских матчах молодёжной сборной Италии.

## Достижения
- Чемпион Эстонии: 2018, 2021
- Финалист Кубка Эстонии: 2018/19
- Обладатель Суперкубка Эстонии: 2019, 2022